# Sarah Wollaston
Sarah Wollaston (née le 17 février 1962) est une femme politique britannique. Elle est députée de la circonscription de Totnes de 2010 à 2019. Elle est élue présidente du comité de liaison le 13 novembre 2017 . Le 20 février 2019, elle a quitté le parti conservateur pour rejoindre le groupe indépendant. 

## Formation
Elle est née en 1962 à Woking, dans le Surrey, dans une famille de militaires et a déménagé fréquemment au cours des premières années de sa vie, notamment à Hong Kong et à Malte,. 
Elle fait ses études dans des écoles primaires civiles et de services, avant de fréquenter un lycée pour filles à Watford, où elle est Head Girl en 1979-1980. Au lycée elle occupe divers emplois à temps partiel, notamment un travail du samedi à sa filiale locale de John Lewis . Elle quitte la sixième année avec des notes élevées dans les matières scientifiques de niveau A dont elle a besoin pour étudier la médecine à l'université. 

## Carrière médicale
En 1980, Wollaston entre à la faculté de médecine de la Guy's Hospital à Londres en tant qu'étudiante en médecine. Elle obtient un diplôme intercalé en pathologie au cours de la troisième année de sa carrière de premier cycle  et un baccalauréat ès sciences dans ce domaine. Parallèlement à ses études, elle est assistante de soins de santé à l'hôpital à temps partiel, en complément de sa bourse d'études. 
Elle obtient son diplôme en médecine en 1986. Elle commence sa carrière en pédiatrie hospitalière mais, après cinq années en tant que jeune médecin à Londres, elle déménage à Bristol pour se former à la médecine générale, où elle devient médecin de famille à part entière en 1992 . 
Elle part ensuite dans le Devon pour y travailler en tant que médecin généraliste à temps partiel dans une ville située à la périphérie de Dartmoor. Elle est également experte de police de 1996 à 2001; elle s'occupe des victimes d'agression sexuelle, conseille la police pour savoir si un suspect est apte à être interrogé et traite les personnes en détention. Après 1999, elle est médecin à temps plein. Parallèlement, elle enseigne aux étudiants en médecine et aux médecins généralistes stagiaires et travaille comme examinatrice pour le Royal College of General Practitioners . 
Wollaston reste sur le registre médical, mais elle cesse de pratiquer la médecine en 2010 lorsqu'elle est élue au Parlement. 

## Carrière parlementaire

### Primaire ouverte de 2009
Elle rejoint le Parti conservateur en 2006  après avoir été incitée à faire de la politique par opposition à la menace de fermeture de l'Hôpital communautaire de Moretonhampstead . Cependant, elle admet qu’elle n’a "aucune expérience en politique" quand, en 2009, elle se propose comme candidate dans la circonscription électorale de Totnes, citant comme qualifications "seulement une expérience réelle, une accessibilité et un enthousiasme". L'Association conservatrice la place sur la liste de trois candidats succédant à Anthony Steen, qui a annoncé sa retraite, touché par le scandale des dépenses du Parlement britannique. 
Invitée à le faire par le parti national, l'association conservatrice locale a déjà décidé que le choix serait fait par une primaire ouverte, au sein de laquelle les non-membres pourraient voter. Le 9 juillet, le chef du Parti conservateur, David Cameron annonce que le parti enverrait pour la première fois un bulletin de vote postal à chaque électeur, au lieu de procéder à la sélection lors d'une réunion publique . Wollaston dit plus tard qu'elle n'aurait peut-être pas proposé son nom si elle avait su que la sélection se ferait par primaire ouverte.   
La primaire est menée selon la méthode de la pluralité ("système majoritaire uninominal à un tour") utilisée lors des élections générales. Elle est proclamée vainqueur avec 7 914 voix (48%), devant Sara Randall Johnson (chef du conseil du district de East Devon) avec 5 495 (33%) et Nick Bye (maire de Torbay) avec 3 088 voix (19%). Près du quart des électeurs ont renvoyé leur bulletin de vote, soit un taux de participation plus élevé que prévu . 

### Élections générales de 2010, 2015 et 2017
À l'approche des élections générales, Wollaston fait clairement part de sa colère face aux suggestions selon lesquelles elle serait une députée à temps partiel, affirmant qu'elle ne poursuivrait pas sa pratique de la médecine si elle était élue. La branche locale des libéraux démocrates nie être à l'origine de rumeurs selon lesquelles Wollaston a l'intention de continuer à exercer la médecine à temps partiel.  Elle reconnait que le scandale des notes de frais d'Anthony Steen a nui aux chances du Parti conservateur  et décline l'offre qu'il a faite d'utiliser sa permanence pour mener la campagne conservatrice . Elle s'engage à voter dans une direction eurosceptique et à soutenir un contournement de Kingskerswell. 
Le jour des élections, Wollaston est élue avec 45,9% des voix et a plus que doublé la majorité des conservateurs . Elle soutient la formation d'un gouvernement de coalition conservateur – libéral démocrate, considéré comme le plus approprié pour sa circonscription après les élections  expliquant que les électeurs souhaitent voir les partis travailler ensemble . 
En mars 2013, Wollaston est réélue par son association conservatrice locale pour les élections générales de 2015 en tant que candidate conservatrice. Le jour du scrutin, elle est réélue avec 53% des voix,. 
Elle se rebelle contre le gouvernement Cameron-Clegg lors de plusieurs votes importants - en faveur d'un référendum sur l'adhésion britannique à l'Union européenne en 2011  d'une réduction du budget de l'UE en 2011 et contre l'intervention militaire en Syrie en 2013. Elle est une ardente défenseure du prix unitaire minimum de l’alcool  et se prononce contre le favoritisme politique à Westminster . D'abord eurosceptique, en juin 2016, elle annonce qu'elle ne soutient plus la campagne Vote Leave lors du référendum sur l'adhésion à l'Union européenne et qu'elle voterait pour rester dans l'UE . 
Lors des élections générales de 2017, elle est réélue avec une majorité réduite de 13 477 voix . 

### Démission du parti conservateur
Le 20 février 2019, elle démissionne du Parti conservateur, avec deux autres députés de son parti, rejoignant le groupe indépendant. Elle est candidate sous l'étiquette Libéral-démocrates, aux élections de décembre 2019 et est largement battue par le candidat conservateur.